# Буджакская Орда
Буджа́кская Орда́ (Буджа́цкая Орда́, также Аккерманская Орда, Белгородская Орда, по названию города Аккерман, ныне Белгород-Днестровский) — автономное образование ногайцев, поселившихся на территории Буджака, появившееся в XVII веке.
Предводитель орды (сераскир) подчинялся крымскому хану, который был вассалом османского султана. Малые ногаи переселились в этот край из прикаспийских степей в 1560-х годах. Орда совершала набеги на Южнорусские земли и Дунайские княжества. В конце XVIII — начале XIX века кочевники были частично переселены Российской империей в приазовские степи в Таврическую губернию, большинство в 1806—1807 годах ушли на территорию Османской империи (в Добруджу).

## История
Ногайцы появились в Буджаке после похода султана Баязида ІІ на Молдавское княжество в 1484 году, когда южная часть Пруто-Днестровского междуречья в 1503 году вошла в Силистрийский санджак Османской империи, в другом источнике о поселении здесь 30 000 ногайских татар указан 1560 год. Часть этих земель была пожалована османским султаном Сулейманом I крымскому хану, который и поселил здесь своих подданных — ногаев, откочевавших из прикаспийских степей в результате голода и междоусобиц, вызвавших распад Большой Ногайской орды. Расцвет Буджакской Орды пришёлся на XVII век, когда здесь также в значительном количестве поселяются кочевые тюркоязычные ногайцы, бежавшие от нашествия калмыков. В результате смешения этих и других групп появились буджакские татары, позднее известные также как дунайские татары. В то время буджакские татары составляли одну из главных ударных сил в войске крымского хана, они совершали постоянные набеги на соседние государства, с целью грабежа и захвата пленных для продажи в рабство. Первым главой и основателем Буджакской орды стал Кантемир (ум. в 1637 г.), годами становления орды историк В. В. Трепавлов считает 1620-е — 1630-е годы. Между православным Молдавским княжеством и буджакскими ногаями-мусульманами происходило большое количество пограничных конфликтов, несмотря на то, что и те и другие были вассалами Османской империи, которой, по возможности, необходимо было соблюдать интересы обеих сторон.
Дмитрий Кантемир в «Описании Молдавии» (1727) писал:

…для крестьян особенно большим несчастьем является то, что они живут по соседству с татарами, которые не только тайно воруют все что могут, но даже иногда под видом похода в Польшу — а в этом случае они не могут миновать Молдавию, — открыто совершают величайший грабёж, уводя в плен всех жителей деревень, которых потом продают в Константинополь как русских. Хотя подобные набеги уже давно запрещены неоднократными приказами султана, но кто может избежать при этих обстоятельствах преступных действий татар? Однако более счастлива участь тех, коих судьба приведёт в Константинополь, ибо там княжеские резиденты могут взять без выкупа и отпустить на волю пленника молдаванина, где бы его они не нашли.

Вплоть до ликвидации Крымского ханства Буджакская Орда находилась в двойном подчинении — у крымского хана и у турецкого Очаковского эйялета. Правителем Орды назначался один из представителей крымского ханского дома Гиреев; он имел титул султана Буджакской Орды и чин сераскира. Резиденцией султана и столицей Орды являлся город Каушаны.
По сообщениям турецких авторов, осенью 1758 года Буджакская Орда совершила разорительный набег на Молдавское княжество. В тот же год буджакские ногаи выступили в поход и на соседнюю Едисанскую Орду. В это время общее число ногаев в Буджаке достигало 50 000 человек, и уже сказывался недостаток пастбищных земель для кочевого скотоводства, в условиях сокращающихся границ Дикого поля, роста поселений колонистов. Сохранились сведения о набеге татар (ногаев) на Кишинёв в 1781 году. В ходе русско-турецкой войны 1787—1791 годов буджакские ногаи частью откочевали за Дунай, частью к Очакову, но после окончания войны турки вернули их обратно в Буджак, вместе с частью Едисанской Орды. В итоге, по ориентировочным подсчётам, в 1794 году в Буджаке жило около 40 000 ногаев. В русско-турецкой войне 1806—1812 годов, Буджакская Орда в основном приняла сторону Османской империи. Большинство буджакских ногаев, под давлением российских войск, бежали из Буджака в 1807 году, вслед за отступающими всё дальше на юг границами Османской империи, и переселились за Дунай, в область Добруджа, в которой власть турок продлилась до 1878 года. Опустевший Буджак был присоединен к России по итогам Бухарестского мира (1812 г.). Последние остатки Буджакской Орды (около 3900 человек), переселённые российским правительством в район реки Молочная (Приазовье), ушли в Турцию в 1812 году.

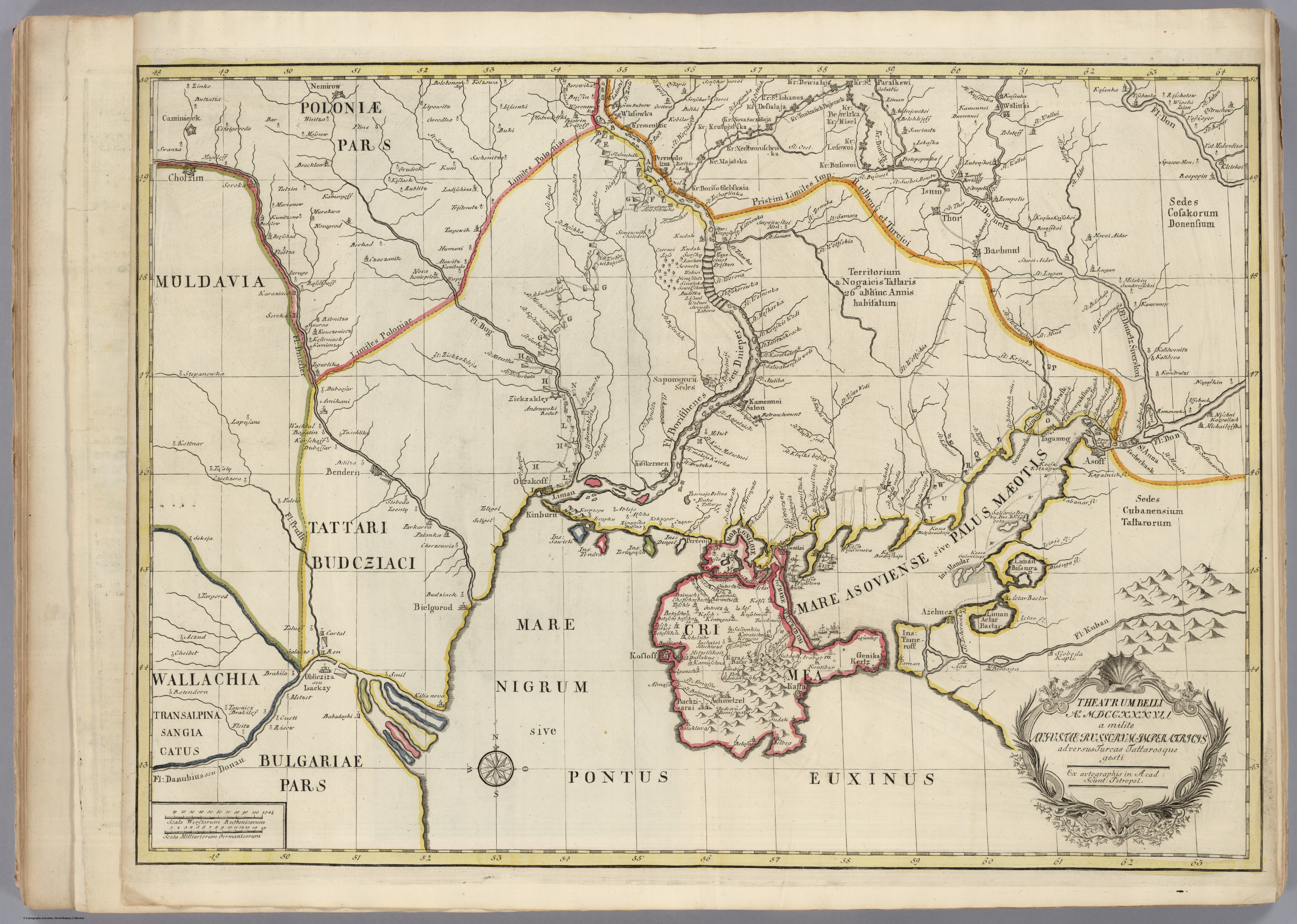
Карта Северного Причерноморья и территория расселения буджакских татар в начале XVIII века

В исторической ретроспективе, ликвидация Буджакской татарской Орды зимой 1806—1807 годов стала завершением многовековой борьбы России против кочевников Дикого поля — Золотой Орды и её наследников.